# Battaglia di Cabala
La battaglia di Cabala si svolse nel 383 a.C. (secondo alcuni nel 374 a.C.). Si trattò per lo più di una serie di operazioni di guerriglia, avvenute durante la cosiddetta quarta campagna siciliana, nel corso del lungo e discontinuo conflitto tra colonie greche e Cartagine per il dominio del Mar Mediterraneo.
La locazione esatta è incerta, ma è generalmente ritenuta appartenere alla Sicilia occidentale. Alla battaglia seguì la conquista di un porto che potrebbe essere quello di Terme Selinuntine, l'odierna Sciacca.

## Svolgimento
I Siracusani riuscirono a disperdere le cariche di cavalleria cartaginesi e a lanciare una controffensiva. I Cartaginesi erano ormai accerchiati: l'abitato a sud era in mano siracusana, a nord le aspre colline impedivano una fuga, a est era presente il grosso dell'esercito siracusano.
I Cartaginesi scelsero l'imprevedibile: restarono nel loro accampamento, lanciando attacchi all'esercito siracusano per logorarlo. Dionisio allora decise di dare battaglia: riuscì ad accerchiare l'accampamento cartaginese e uccise 10 000 dei suoi guerrieri, tra i quali c'era il generale Magone (che secondo altri perì invece nel viaggio di ritorno in Africa).